# جین بکرل
 جین بکرل (انگلیسی: Jean Becquerel؛ زاده ۵ فوریهٔ ۱۸۷۸ درگذشته ۴ ژوئیهٔ ۱۹۵۳) یک فیزیک‌دان اهل فرانسه بود.